# Justinus Harjosusanto

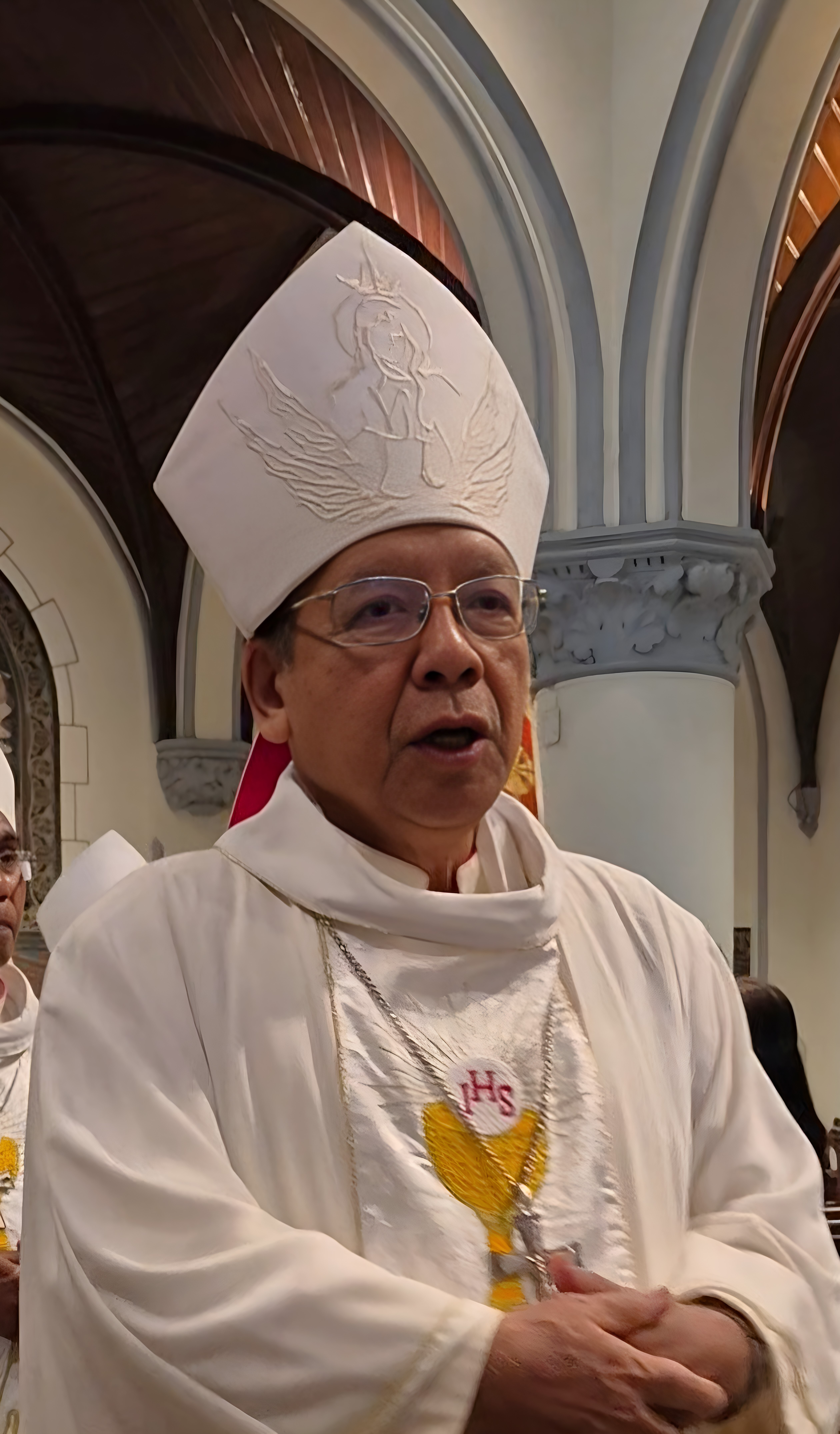
Justinus Harjosusanto.

Justinus Harjosusanto M.S.F. hoặc Yustinus Harjosusanto M.S.F.(sinh 1953) là một Giám mục người Indonesia của Giáo hội Công giáo Rôma. Ông hiện là Tổng giám mục chính tòa Tổng giáo phận Samarinda và Phó Chủ tịch II Hội đồng Giám mục Indonesia. Trước khi nắm giữ vai trò là một Tổng giám mục, ông từng đảm nhiệm vị trí Giám mục chính tòa Giáo phận Tanjung Selor.

## Tiểu sử
Tổng giám mục Justinus Harjosusanto sinh ngày 5 tháng 9 năm 1953, tại Muntilan, thuộc Indonesia. Sau quá trình tu học dài hạn tại các cơ sở chủng viện theo quy định của Giáo luật, ngày 6 tháng 1 năm 1982, Phó tế Harjosusanto, 29 tuổi, tiến đến việc được truyền chức linh mục. Tân linh mục cũng là thành viên Dòng Truyền giáo Thánh Gia [viết tắt M.S.F.].
Sau 20 năm thi hành các công tác mục vụ, trên cương vì là một linh mục, ngày 9 tháng 1 nămk 2002, tin tức từ Tòa Thánh loan báo việc Giáo hoàng đã quyết định tuyển chọn linh mục Justinus Harjosusanto, 49 tuổi, gia nhập Giám mục đoàn Công giáo Hoàn vũ, với vị trí được trao phó là Giám mục chính tòa Giáo phận Tanjung Selor. Lễ tấn phong cho vị giám mục tân cử cũng được tổ chức sau đó vào ngày 14 tháng 4 cùng năm, với phần nghi thức chính yếu của việc truyền chức được cử hành cách trọng thể bởi 3 giáo sĩ cấp cao. Chủ phong cho tân giám mục là Hồng y Julius Riyadi Darmaatmadja, S.J., Tổng giám mục chính tòa Tổng giáo phận Jakarta. Hai vị còn lại, với vai trò phụ phong, gồm có Giám mục Florentinus Sului Hajang Hau, M.S.F., Giám mục chính tòa Giáo phận Samarinda và Tổng giám mục Hieronymus Herculanus Bumbun, O.F.M. Cap., Tổng giám mục chính tòa Tổng giáo phận Pontianak. Tân giám mục chọn cho mình khẩu hiệu:Fiat voluntas tua.
13 năm trên cương vị giám mục đứng đầu giáo phận Tanjung Selor của Giám mục Justinus Harjosusanto chấm sứt bằng quyết định của Tòa Thánh, thuyên chuyển giám mục này đến nhiệm sở mới, cụ thể: thăng Tổng giám mục, bổ nhiệm làm Tổng giám mục chính tòa Tổng giáo phận Samarinda. Quyết định trên được cho công bố rộng rãi vào ngày 16 tháng 2 nămm 2015.
Ngoài các nhiệm vụ được Tòa Thánh bổ nhiệm, Tổng giám mục Justinus Harjosusanto hiện còn đang giữ vị trí Phó Chủ tịch II của Hội đồng Giám mục Indonesia, kể từ khi giám mục này được bầu chọn vào năm 2015.